# Tapeigaster subglabra
Tapeigaster subglabra är en tvåvingeart som beskrevs av Mcalpine och Kent 1982. Tapeigaster subglabra ingår i släktet Tapeigaster och familjen myllflugor. Inga underarter finns listade i Catalogue of Life.